# Americanización

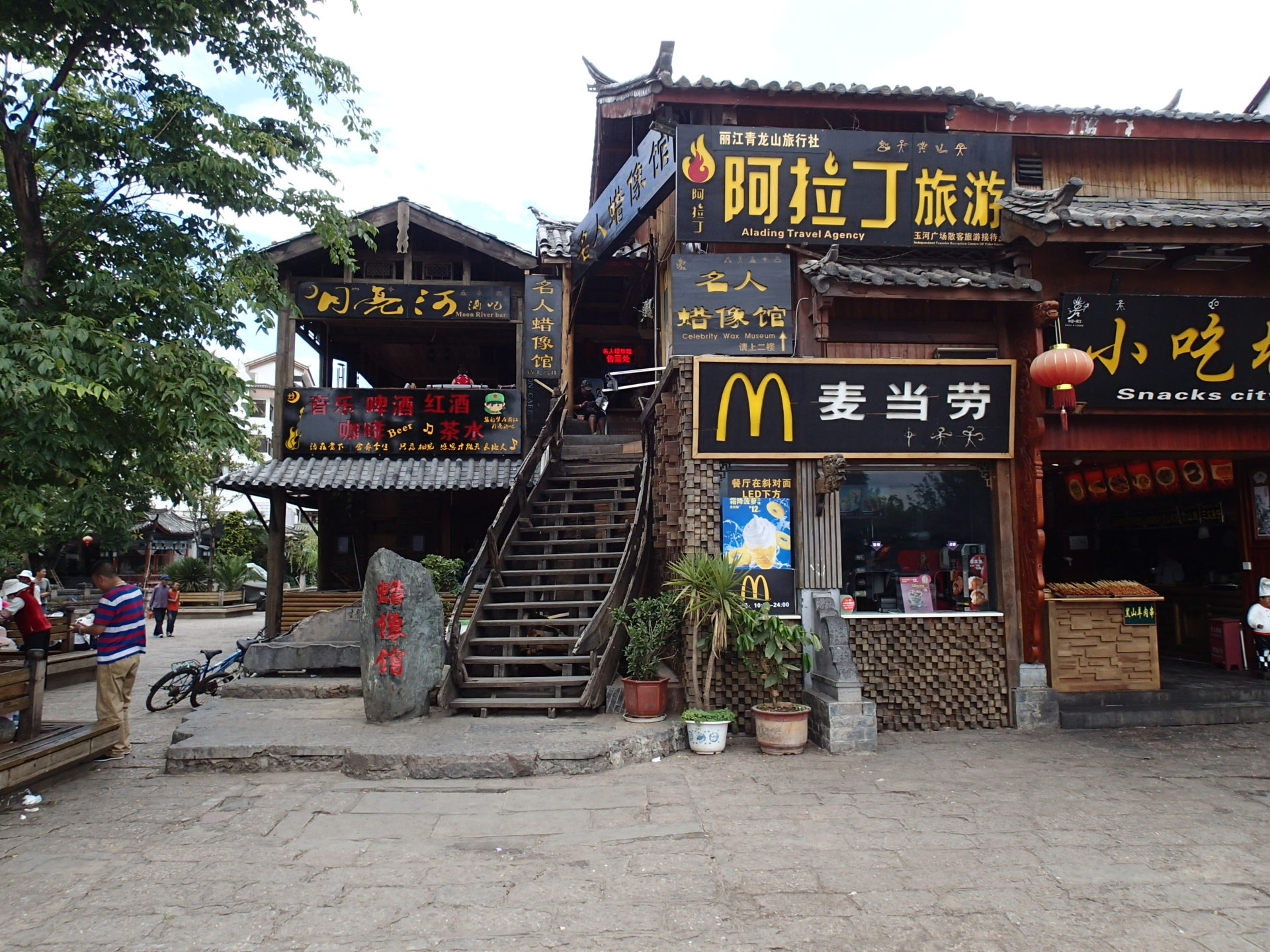
Un McDonald's en China. McDonald's es ampliamente visto como un símbolo de americanización en muchos países.

Americanización es un término que tiene significados distintos en español y en inglés. En español, «americanizar» es «Dar o conferir a alguien o algo rasgos, cualidades o costumbres del continente americano.» Aunque también suele referirse en menor medida al término anglosajón. En inglés, idioma en el que 'América' se refiere a los Estados Unidos y no a un solo continente (the Americas), «americanización» (americanization) es un proceso de asimilación de la cultura de los Estados Unidos por parte de los inmigrantes que se han radicado en ese país. Más común es la influencia de la cultura y los negocios estadounidenses en otros países fuera de los Estados Unidos de América, incluidos sus medios, gastronomía, prácticas comerciales, cultura popular, tecnología o técnicas políticas. Algunos observadores han descrito la americanización como sinónimo de progreso e innovación. También se suele utilizar la expresión «norteamericanización» o «estadounidización» para referirse a la asimilación cultural de un individuo o de una sociedad, cultura o país, a los valores de Estados Unidos de América, través generalmente de medios de influencia como podrían ser la televisión, publicidad, productos, entre otros. Estos aspectos pueden ir desde la ropa, el cine o la música, hasta cuestiones más elevadas como ideas políticas, religiosas, etc.

El icónico cartel de Hollywood en Los Ángeles, California. Las películas estadounidenses han sido históricamente populares en todo el mundo y a menudo dominan los cines como resultado de una alta demanda de productos estadounidenses exportados a los consumidores para borrar el panorama de la Segunda Guerra Mundial.

Hollywood, la industria estadounidense del cine y la televisión, ha dominado desde la década de 1920 la mayoría de los mercados de medios del mundo. Es el medio principal a través del cual las personas de todo el mundo ven las modas, las costumbres, los paisajes y el estilo de vida estadounidense. Las 50 películas más taquilleras de todos los tiempos se realizaron total o parcialmente en los Estados Unidos.
Coca-Cola, anteriormente la principal empresa mundial por ingresos, a menudo se considera un símbolo de la americanización, lo que da lugar al término "diplomacia de Coca-Cola" para cualquier cosa emblemática del poder blando de EE. UU. La comida rápida también suele verse como un símbolo del dominio del marketing estadounidense. Empresas como McDonald's, Walmart, Subway, Starbucks, Burger King, Pizza Hut, Kentucky Fried Chicken y Domino's Pizza, entre otras, cuentan con numerosos puntos de venta en todo el mundo. De las diez principales marcas mundiales (2017) por ingresos, siete tienen su sede en los Estados Unidos: Apple Inc., Google, Microsoft, Coca-Cola, Amazon, Facebook e IBM.
Durante la Guerra Fría, la americanización fue el principal método de poder blando elegido para contrarrestar el proceso polar de sovietización en todo el mundo. La educación, las escuelas y, en particular, las universidades se convirtieron en el principal objetivo de la americanización. La resistencia a la americanización dentro de la comunidad universitaria restringió su efectividad, aunque aún tuvo mucho más éxito que la sovietización:   La americanización se ha vuelto más frecuente desde el colapso de la Unión Soviética en 1991, que dejó a Estados Unidos, brevemente, como la única superpotencia indiscutible del mundo (el poder blando completo de China como una influencia potencial en competencia aún no se ha manifestado dentro de la cultura pop occidental). La americanización encontró otro engranaje con el advenimiento del uso generalizado de Internet de alta velocidad a mediados de la década de 2000 (notablemente fuertemente censurado en China).
Las críticas a la americanización han incluido la oposición a las inversiones estadounidenses en Europa durante la década de 1960, que disminuyó en la década de 1970. Una nueva dimensión del antiamericanismo es el miedo a la omnipresencia de la tecnología estadounidense de Internet.

## Los medios de comunicación social

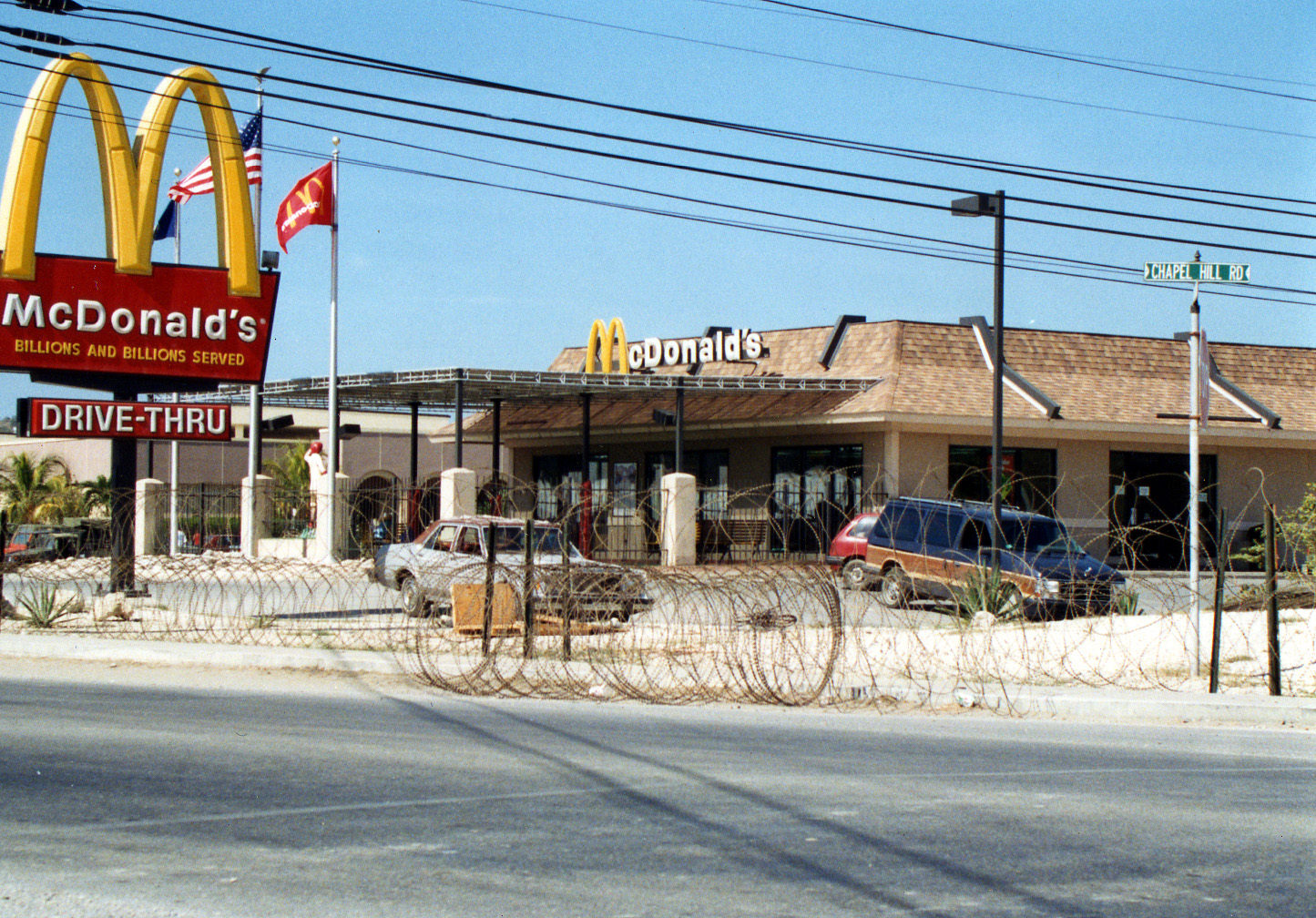
Un restaurante McDonald's en Cuba.

La expansión de los medios de comunicación masivos de los Estados Unidos como la televisión, el cine y los artistas musicales, ha sido una de las principales componentes del llamados proceso de americanización hacia otros países. Los espectáculos estadounidenses son transmitidos por canales nacionales o por redes internacionales como HBO Asia, CNBC Europe, Fox Channel y CNN Internacional sin mencionar las producciones de Hollywood que alcanzan a todo el mundo desplazando a las escasas producciones locales. Solo la HBO transmite para 200 países del mundo y muchas de sus producciones son realizadas en los Estados Unidos en los canales nacionales de televisión. De acuerdo a investigaciones recientes de la RadioTimes, programas como Los Simpson, Perdidos y Desperate Housewives son los programas de televisión más vistos en el mundo según encuestas realizadas en 20 países.
Las producciones de cine estadounidenses son extremadamente populares en el planeta. Las 20 primeras películas más vistas en la historia del cine, todas son estadounidenses o tienen influencia de ese país, sea por sus productores, realizadores o patrocinadores. Titanic es la segunda película más taquillera del mundo, tras Avatar, y la que tenía el mayor récord de ventas en países como Reino Unido, Alemania, Francia y España entre muchos otros, sin tener en cuenta la inflación. Ajustando las inflaciones, la película más taquillera de todos los tiempos es Lo que el viento se llevó. Una película de origen europeo o latinoamericano, rara vez son exhibidos fuera de festivales de cines, como Cannes.
Generalmente se hacen producciones como parte de convenios de libre comercio entre Estados Unidos y otras naciones que aportan cuotas. México abolió sus impuestos a taquillas después de firmar el NAFTA con los Estados Unidos. Recientemente Corea del Sur redujo sus aranceles bajo presión estadounidense como parte de un tratado de libre comercio.

## Economía estadounidense y subsidiarios
Las diez más importantes multinacionales del mundo tienen sede en los Estados Unidos, entre ellas la Coca-Cola, que es la primera en el planeta y generalmente vista como símbolo de la americanización. La Coca Cola ha vendido maquinarias en más de 200 países del mundo. De las 25 compañías más grandes del planeta, 13 se encuentran en los Estados Unidos y muchas de ellas son vistas como comercializadoras de productos americanizados. La mayoría de las compañías de ordenadores y sistemas más grandes del mundo se encuentran en los Estados Unidos tales como la Microsoft, Apple, Dell, IBM y Google. Muchos de los software utilizados en el mundo son creados por compañías con sede en los Estados Unidos. Las dos más grandes compañías de ordenadores personales, Dell y Hewlett Packard, que mantienen el 30% del mercado, tienen sede en Estados Unidos.

## Otros elementos culturales

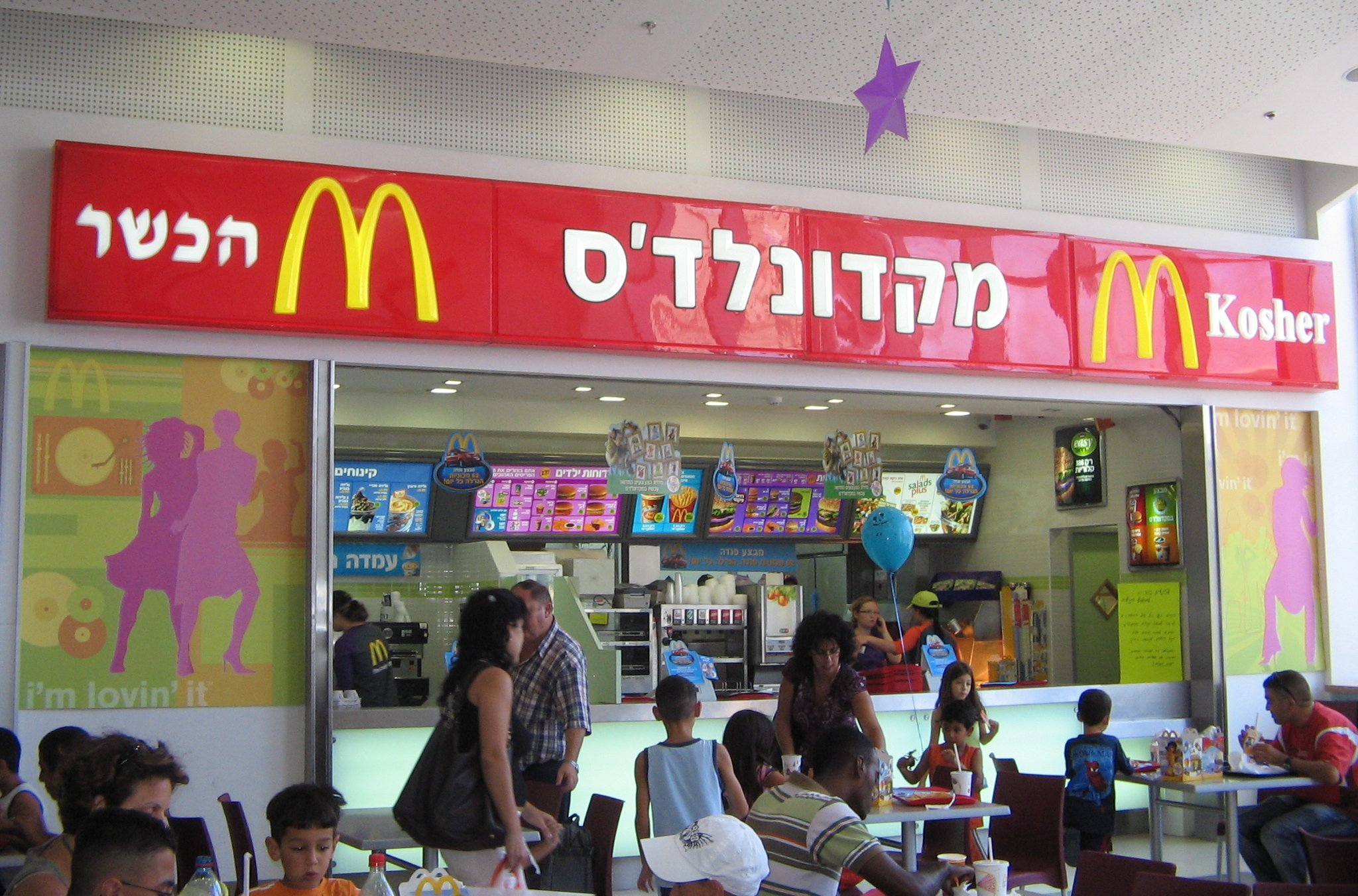
Un restaurante Mcdonalds en Israel.

Otros elementos culturales interpretados como fenómeno de americanización en el mundo son las comidas rápidas representadas por compañías alimentarias como McDonalds, Burger King, KFC, Dominos Pizza y muchos otros que guardan relación con los Estados Unidos y su cultura. El lenguaje presente en expresiones y palabras popularizados a través de la música y de las películas son vistas como elementos de americanización. Por ejemplo, en los países hispanohablantes y en muchas otras culturas del mundo, la expresión Okay (vale o listo) es una de ellas. Las maneras de vestir influenciadas por los mundialmente famosos artistas estadounidenses logran afectar las formas de vestir de jóvenes de los diferentes continentes. La imitación de los espacios urbanos dentro de la urbanística local de cada país repite en muchas ocasiones los espacios urbanos de las ciudades estadounidenses (Disneyland).
Para muchos observadores la americanización, como todo proceso de asimilación cultural es una amenaza a la identidad cultural y esta descansa a la base del llamado proceso de la globalización mundial. Para otros, especialmente de países en vías de desarrollo, la americanización es buscada de manera voluntaria al poner a la cultura de los Estados Unidos como el prototipo de la occidentalización, si bien la americanización no es la única manifestación occidental viviente, y entendida esta como el modelo de lo moderno, lo civilizado y lo desarrollado. Por su parte, el planeta pensado desde la perspectiva estadounidense refleja también una percepción consciente de este fenómeno al presentar a la cultura de ese país como superior a las culturas contemporáneas.